# リジッドタイプカヤック
リジッドタイプカヤックは、分解できないカヤックのこと。分解できるフォールディングタイプカヤックに対してそう呼ばれる。主にFRP製カヤックやポリエチレン製カヤックがある。（まれに木・布・皮製や金属製もある）
分解できるカヤックが主流だったが素材・技術の発達により一体成型されたポリエチレン製カヤックやFRP製カヤックが登場した。自家用車の普及もリジッドタイプカヤックの運搬を可能にした。